# Allô maman, ici bébé
Série
Allô maman, c'est encore moi
(1990)
Pour plus de détails, voir Fiche technique et Distribution.
Allô maman, ici bébé ou De quoi j'me mêle au Québec et au Nouveau-Brunswick (Look Who's Talking) est un film américain d'Amy Heckerling sorti en 1989.
L'originalité du scénario réside dans le fait que c'est le bébé qui raconte le film de son point de vue.

## Synopsis
À New York, une belle et jeune comptable, Mollie Jensen, met un terme à sa relation avec un de ses clients, Albert, un homme marié dont elle est la maîtresse. Après 9 mois de grossesse, elle découvre qu'Albert est volage en le surprenant par hasard avec une autre jeune femme dans une cabine d'essayage d'un magasin, juste avant d'éprouver les premières contractions. Devant accoucher, elle hèle un taxi dont le chauffeur, James Ubriacco, devient par la suite le baby-sitter de son fils Mikey, son ami, puis son amant.

## Fiche technique
- Titre original : Look Who's Talking
- Titre français : Allô maman, ici bébé !
- Titre québécois : De quoi j'me mêle
- Réalisation : Amy Heckerling
- Scénario : Amy Heckerling
- Décors : Barry W. Brolly
- Costumes : Molly Maginnis
- Photographie : Thomas Del Ruth (en)
- Montage : Debra Chiate
- Production : Jonathan D. Krane
- Musique : David Kitay
- Sociétés de distribution : Tri-Star Pictures
- Budget : 7,5 millions $[1]
- Pays d'origine : États-Unis
- Langue : anglais
- Format : couleurs - 1.85:1 - 35 mm - (Technicolor) - Son Dolby SR
- Genre : comédie
- Durée : 98 minutes
- Dates de sortie :
  -  États-Unis : 13 octobre 1989
  -  France : 4 avril 1990
  -  Royaume-Uni : 6 avril 1990

## Distribution
- John Travolta (VF : Daniel Russo) : James Ubriacco, chauffeur de taxi
- Kirstie Alley (VF : Marie Vincent) : Mollie Jensen
- Bruce Willis (VF : Daniel Auteuil) : Mikey (voix)
- George Segal (VF : Daniel Beretta) : Albert
- Olympia Dukakis (VF : Nathalie Nerval) : Rosie Jensen
- Twink Caplan (VF : Frédérique Tirmont) : Rona
- Abe Vigoda (VF : Jean Michaud) : Vincent Ubriacco, le grand-père
- Jason Schaller : Mikey
- Don S. Davis (VF : Roger Dumas) : Dr Fleischer
- Louis Heckerling : Lou
- Shirley Barclay (VF : Jane Val) : l'infirmière
- David Berner (VF : Jean-Claude Montalban) : l'homme exigeant
- Jerry Wasserman (VF : Patrice Dozier) : l'homme maniaque
- Joy Boushel : Melissa
- Neal Israel : M. Ross
- William B. Davis : un docteur

## Musique
- I Love You So par The Chantels.
- I Get Around par The Beach Boys (générique de début du film).
- And She Was par Talking Heads.
- Dumb Things par Paul Kelly and The Messengers.
- Cry Baby par Janis Joplin.
- When I Grow Up (To Be a Man) par The Beach Boys.
- Stayin' Alive par Bee Gees.
- Walking on Sunshine par Katrina and the Waves.
- Daddy's Home par Shep and the Limelites (en).
- Town Without Pity (en) par Gene Pitney.
- Let My Love Open the Door par Pete Townshend.
- You Need Hands par Dan Lennon.
- (You're) Having My Baby par George Segal.
- All Along the Watchtower par Jimi Hendrix.

## Accueil

### Critiques
Le film a reçu des critiques mitigées. Sur le site Rotten Tomatoes, le score est de 57 % basé sur 35 commentaires, avec une note moyenne de 5,07⁄10. Les spectateurs interrogés par CinemaScore ont attribué au film une note moyenne de "A" sur une échelle de A + à F.

### Box-office
| Pays ou région    | Box-office        | Date d'arrêt du box-office | Nombre de semaines |
| ----------------- | ----------------- | -------------------------- | ------------------ |
| États-Unis Canada | 140 088 813 $     | 19 février 1990            | 19                 |
| France            | 4 023 695 entrées | -                          | -                  |
| Total mondial     | 296 999 813 $     | -                          | -                  |

## Autour du film
- Le succès d'Allô maman, ici bébé ! a relancé la carrière de John Travolta après plusieurs échecs commerciaux dans les années 1980.
- La « voix » du bébé Mikey est doublée par Bruce Willis dans la version originale et par Daniel Auteuil dans la version française. Mais la voix française de Bruce Willis, Patrick Poivey, a bien été enregistrée sur le rôle à la base avant qu'il fût décidé de le remplacer pour des raisons marketing. La VF non utilisée s'est accidentellement retrouvée sur le Laserdisc et sur la VHS québécoise du film, bien que le générique mentionnât toujours la présence de Daniel Auteuil. Le texte est strictement le même, tous les autres comédiens sont les mêmes et les prises identiques, à l'exception de la sœur de Mikey à la fin qui est doublée par une autre comédienne et dont le texte est légèrement différent : « Ah, je suis lessivée ! J'ai passé une journée épouvantable, faut que je te raconte ça ! » (au lieu de : « Me gonfle pas, mec ! Tu sais pas la journée que j'ai eue. On se fait une bouffe ? » dans la version cinéma).
- Le film a été interdit aux moins de 13 ans aux États-Unis.
- À la suite du succès de ce film, une série télévisée intitulée Ici bébé (Baby Talk) a vu le jour en 1991.

### Suites
Il existe deux suites :
- Allô maman, c'est encore moi (Look Who's Talking Too) (sorti en 1990)
- Allô maman, c'est Noël (Look Who's Talking Now) (sorti en 1993)

## Adaptations et produits dérivés

### Films, séries et documentaires
Le 9 juillet 2019 on apprend que le film va avoir droit à un reboot. C'est Sony Pictures qui est à l'origine du projet.